# Neo-Bechstein

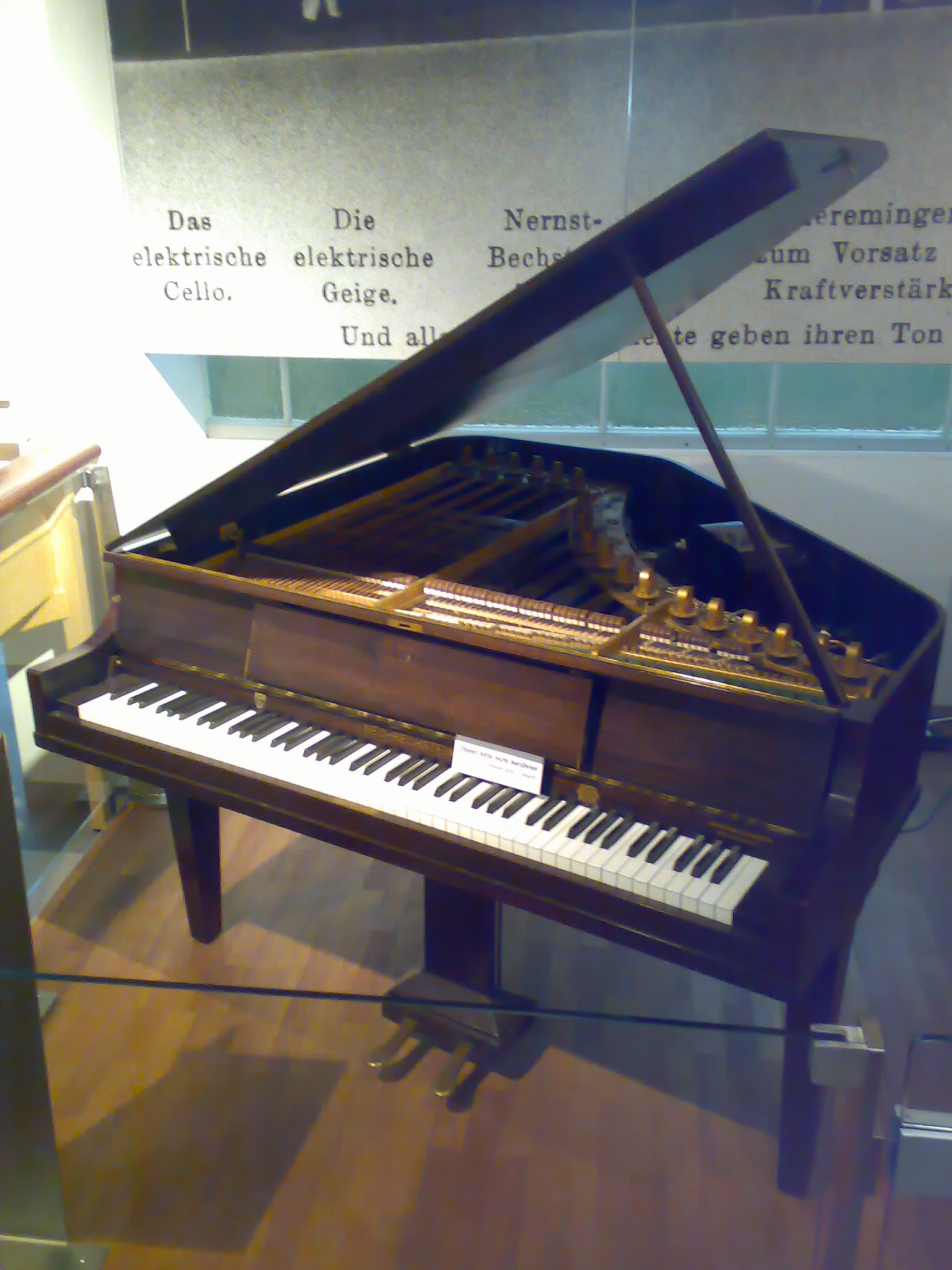
Von Petrof hergestellter Neo-Bechstein-Flügel im Technischen Museum Wien

Der Neo-Bechstein oder Bechstein-Siemens-Nernst-Flügel ist ein Klavier bw. ein Flügel mit elektromechanischer Tonerzeugung.
Das elektro-akustische Klavier (E-Piano) wurde zu Beginn der 1930er Jahre am Physikalischen Institut der Humboldt-Universität zu Berlin (Leitung Professor Walther Nernst) zusammen mit den Unternehmen Bechstein (Mechanik) und Siemens/Telefunken (Elektronik) entwickelt. Die Saiten wurden mit Mikrohämmern (Patent: Hans Driescher) angeschlagen und die Schwingungen induktiv mit Tonabnehmern aufgenommen, mit einem Röhrenverstärker verstärkt (und hinsichtlich Klangfarbe über Resonanzkreise beeinflusst) und über Lautsprecher wiedergegeben.
An den Verstärker konnten zusätzlich Schallplattenspieler und Rundfunkempfänger (Radio) angeschlossen werden, was völlig neuartige Spielmöglichkeiten eröffnen sollte (z. B. Orchesterpart eines Klavierkonzerts von der Schallplatte wie heute als music minus-one bekannt) und die aktive Hausmusik gegenüber dem passiven Radiohören fördern sollte.

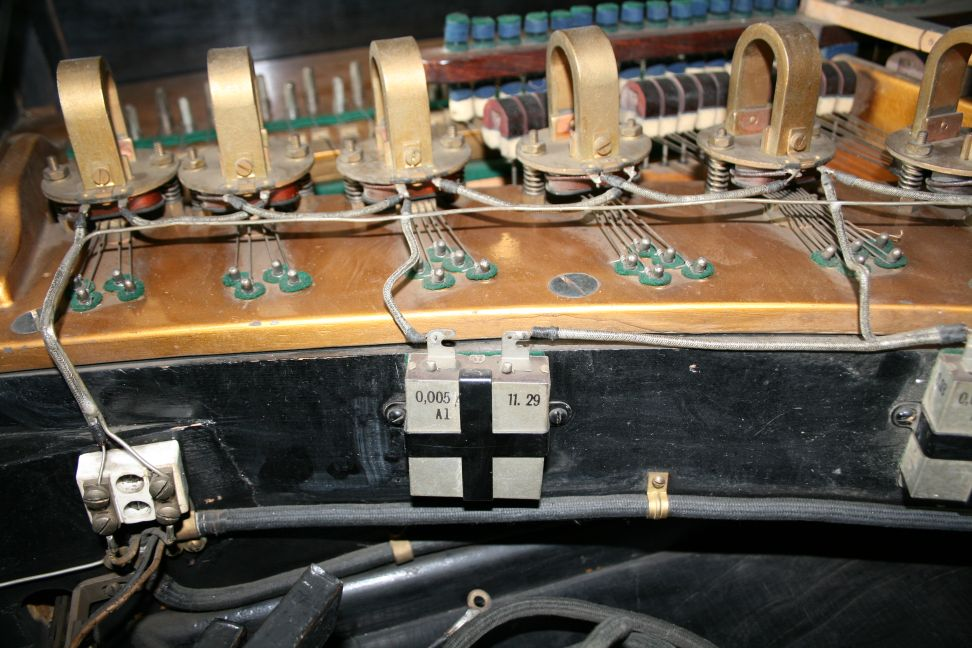
Tonabnehmer

Aus Platzgründen wurden jeweils fünf Saiten unter einem Tonabnehmer zusammengeführt. Das entsprechende Patent stammte von Hans Driescher.
Bechstein baute dem Vernehmen nach 150 Exemplare, von denen heute zumindest zwei funktionierende existieren, eines im Technischen Museum Wien und eines in Berlin. Letzteres kommt gelegentlich bei avantgardistischen Musik-Events zum öffentlichen Einsatz. Derzeit ist der Standort von 22 Exemplaren bekannt.
Das Klavierbauunternehmen Petrof (Hradec Králové) erwarb 1932 die Lizenz zur Produktion des Instruments. Nur vier „Neo-Petrof“ sind derzeit bekannt: einer ist im Musikinstrumentenmuseum Prag ausgestellt, einer wurde 2007 im Technischen Museum Wien spielfertig restauriert und wird für konzertante Zwecke verwendet. Die Regulierung ist extrem kritisch und muss Spezialisten überlassen werden, die das Konzept des Instruments ausreichend studiert haben.